# Großer Preis von Japan 2024
Der Große Preis von Japan 2024 (offiziell Formula 1 MSC Cruises Japanese Grand Prix 2024) fand am 7. April auf dem Suzuka International Racing Course in Suzuka statt und war das vierte Rennen der Formel-1-Weltmeisterschaft 2024.

## Bericht

### Hintergründe
Nach dem Großen Preis von Australien führte Max Verstappen in der Fahrerwertung mit vier Punkten vor Charles Leclerc und mit fünf Punkten vor Sergio Pérez. In der Konstrukteurswertung führte Red Bull mit vier Punkten vor Ferrari und mit 42 Punkten vor McLaren-Mercedes.
Beim Großen Preis von Japan stellte Pirelli den Teams die Reifenmischungen C1 (weiß), C2 (gelb) und C3 (rot) sowie für nasse Bedingungen Cinturato Intermediates (grün) und Cinturato Full-Wets (blau) zur Verfügung.
Im Vergleich zum Rennkalender des Vorjahres tauschte der Große Preis von Japan seinen Platz mit dem Großen Preis von Aserbaidschan. Damit fand der Große Preis von Japan zum ersten Mal nicht im Herbst, sondern im Frühling statt.
Pérez (acht), Logan Sargeant (sechs), Lance Stroll (fünf), Lewis Hamilton, George Russell (jeweils vier), Yuki Tsunoda, Nico Hülkenberg, Kevin Magnussen, Fernando Alonso (jeweils drei), Verstappen, Carlos Sainz jr., Valtteri Bottas und Zhou Guanyu (jeweils zwei) gingen mit Strafpunkten ins Rennwochenende.
Mit Hamilton (fünfmal), Alonso, Verstappen (jeweils zweimal) und Bottas (einmal) traten vier ehemalige Sieger zu diesem Grand Prix an.
Als Rennkommissare für dieses Rennwochenende fungierten Garry Connelly (AUS), Loïc Bacquelaine (BEL), Enrique Bernoldi (BRA) und Kazuhiro Tsuge (JPN).

### Training
RB setzte an diesem Wochenende als erstes Team einen Young Driver in der ersten Trainingssession ein, Red Bull-Junior Ayumu Iwasa bestritt das erste freie Training im Wagen von Daniel Ricciardo.
Im ersten freien Training war Verstappen mit einer Zeit von 1:30,356 Minuten Schnellster vor Pérez und Sainz jr.
Im zweiten Training fuhr Oscar Piastri mit 1:17,277 Minuten die Bestzeit vor Hamilton und Leclerc. Die Zeiten dieses freien Trainings waren aufgrund der nassen Bedingungen nicht repräsentativ und nur fünf Fahrer konnten eine wettbewerbsfähige Zeit setzen.
Im dritten freien Training fuhr erneut Verstappen mit 1:29,563 Minuten die Bestzeit vor Pérez und Russell.

### Qualifying
Das Qualifying bestand aus drei Teilen mit einer Nettolaufzeit von 45 Minuten. Im ersten Qualifying-Segment (Q1) hatten die Fahrer 18 Minuten Zeit, um sich für das Rennen zu qualifizieren. Alle Fahrer, die im ersten Abschnitt eine Zeit erzielten, die maximal 107 Prozent der schnellsten Rundenzeit betrug, qualifizierten sich für den Grand Prix. Die besten 15 Fahrer erreichten den nächsten Qualifikationsabschnitt. Verstappen war Schnellster. Stroll, Pierre Gasly, Magnussen, Sargeant und Zhou schieden aus.
Der zweite Abschnitt (Q2) dauerte 15 Minuten. Die schnellsten zehn Piloten qualifizierten sich für den dritten Teil des Qualifyings. Verstappen war erneut Schnellster. Ricciardo, Hülkenberg, Bottas, Alexander Albon und Esteban Ocon schieden aus.
Der letzte Abschnitt (Q3) ging über eine Zeit von zwölf Minuten, in denen die ersten zehn Startpositionen vergeben wurden. Verstappen erzielte mit einer Zeit von 1:28,197 Minuten die Bestzeit vor Pérez und Lando Norris. Für Verstappen war es die 36. Pole-Position seiner Formel-1-Karriere.

### Rennen
Beim Start behielt Verstappen die Führung vor Pérez. Aufgrund eines Unfalles zwischen Ricciardo und Albon wurde das Rennen mit einer roten Flagge abgebrochen. Beide Fahrer blieben unverletzt, das Rennen war allerdings auch für beide beendet. Nach der ca. zwanzigminütigen Unterbrechung wurde das Rennen dann mit einem stehenden Start in Runde drei fortgesetzt. Auch beim Neustart blieb Verstappen vor Pérez, dahinter folgten Norris, Sainz jr., Alonso, Piastri und Hamilton.
In Runde 12 schied Sauber-Fahrer Zhou wegen eines Getriebeproblems aus, es war der dritte Ausfall des Rennens. Verstappen blieb unangefochten an der Spitze und legte schließlich in Runde 17 seinen Boxenstopp ein. Damit ging die Führung des Rennens an Leclerc. Verstappen fuhr den Rückstand auf Leclerc anschließend mit den neuen Reifen zügig zu und übernahm in Runde 21 wieder die Führung. Zu diesem Zeitpunkt wurde klar, dass Leclerc auf seinen Medium-Reifen eine Ein-Stopp-Strategie verfolgte. Er kam am Ende der 26. Runde zu seinem Stopp und wechselte auf harte Reifen. Leclercs Ein-Stopp-Strategie erwies sich als effektiv, während die Mercedes-Fahrer Hamilton und Russell, die während der roten Flagge Reifen wechselten, mit Reifenverschleiß zu kämpfen hatten.
In Runde 42 kam es zu einer kurzen Phase mit gelber Flagge, nachdem Sargeant als einziger verbleibender Williams in Kurve 9 ins Kiesbett fuhr, aber wieder auf die Strecke zurückfahren und weiterfahren konnte.
Als das Rennen in die letzten Runden ging, überholte Sainz jr. Leclerc und sicherte sich den letzten Platz auf dem Podium hinter Verstappen und dessen Teamkollegen Pérez. Verstappen gewann somit seinen 57. Grand Prix. Die restlichen Punkteränge belegten Leclerc, Norris, Alonso, Russell, Piastri, Hamilton und Tsunoda. Tsunoda war damit der erste japanische Formel-1-Fahrer, der bei seinem Heimrennen einen Punkt holte, seit Kamui Kobayashi beim Großen Preis von Japan 2012 auf dem Podium stand.
In der Fahrerwertung blieb Verstappen in Führung, dahinter überholte Pérez Leclerc und war nun Zweiter. In der Konstrukteurswertung blieben die ersten drei Positionen unverändert.

## Meldeliste
| Team                          | Nr. | Fahrer           | Chassis                           | Motor      | Reifen |
| ----------------------------- | --- | ---------------- | --------------------------------- | ---------- | ------ |
| Oracle Red Bull Racing        | 01  | Max Verstappen   | Red Bull Racing RB20              | Honda RBPT | P      |
| Oracle Red Bull Racing        | 11  | Sergio Pérez     | Red Bull Racing RB20              | Honda RBPT | P      |
| Mercedes-AMG Petronas F1 Team | 63  | George Russell   | Mercedes-AMG F1 W15 E Performance | Mercedes   | P      |
| Mercedes-AMG Petronas F1 Team | 44  | Lewis Hamilton   | Mercedes-AMG F1 W15 E Performance | Mercedes   | P      |
| Scuderia Ferrari              | 16  | Charles Leclerc  | Ferrari SF-24                     | Ferrari    | P      |
| Scuderia Ferrari              | 55  | Carlos Sainz jr. | Ferrari SF-24                     | Ferrari    | P      |
| McLaren F1 Team               | 81  | Oscar Piastri    | McLaren MCL38                     | Mercedes   | P      |
| McLaren F1 Team               | 04  | Lando Norris     | McLaren MCL38                     | Mercedes   | P      |
| Aston Martin Aramco F1 Team   | 18  | Lance Stroll     | Aston Martin AMR24                | Mercedes   | P      |
| Aston Martin Aramco F1 Team   | 14  | Fernando Alonso  | Aston Martin AMR24                | Mercedes   | P      |
| BWT Alpine F1 Team            | 31  | Esteban Ocon     | Alpine A524                       | Renault    | P      |
| BWT Alpine F1 Team            | 10  | Pierre Gasly     | Alpine A524                       | Renault    | P      |
| Williams Racing               | 23  | Alexander Albon  | Williams FW46                     | Mercedes   | P      |
| Williams Racing               | 02  | Logan Sargeant   | Williams FW46                     | Mercedes   | P      |
| Visa Cash App RB F1 Team      | 03  | Daniel Ricciardo | RB VCARB 01                       | Honda RBPT | P      |
| Visa Cash App RB F1 Team      | 22  | Yuki Tsunoda     | RB VCARB 01                       | Honda RBPT | P      |
| Visa Cash App RB F1 Team      | 40  | Ayumu Iwasa      | RB VCARB 01                       | Honda RBPT | P      |
| Stake F1 Team Kick Sauber     | 77  | Valtteri Bottas  | KICK Sauber C44                   | Ferrari    | P      |
| Stake F1 Team Kick Sauber     | 24  | Zhou Guanyu      | KICK Sauber C44                   | Ferrari    | P      |
| MoneyGram Haas F1 Team        | 20  | Kevin Magnussen  | Haas VF-24                        | Ferrari    | P      |
| MoneyGram Haas F1 Team        | 27  | Nico Hülkenberg  | Haas VF-24                        | Ferrari    | P      |

Anmerkungen
1. 1 2  Der RB mit der Startnummer 40 wurde im ersten freien Training für Iwasa eingesetzt. Ricciardo übernahm das Fahrzeug anschließend für das restliche Rennwochenende mit seiner Startnummer 3.

## Klassifikationen

### Qualifying
| Pos.                                                                      | Fahrer           | Konstrukteur                 | Q1       | Q2       | Q3       | Start |
| ------------------------------------------------------------------------- | ---------------- | ---------------------------- | -------- | -------- | -------- | ----- |
| 01                                                                        | Max Verstappen   | Red Bull Racing-Honda RBPT   | 1:28,866 | 1:28,740 | 1:28,197 | 01    |
| 02                                                                        | Sergio Pérez     | Red Bull Racing-Honda RBPT   | 1:29,303 | 1:28,752 | 1:28,263 | 02    |
| 03                                                                        | Lando Norris     | McLaren-Mercedes             | 1:29,536 | 1:28,940 | 1:28,489 | 03    |
| 04                                                                        | Carlos Sainz jr. | Ferrari                      | 1:29,513 | 1:29,099 | 1:28,682 | 04    |
| 05                                                                        | Fernando Alonso  | Aston Martin Aramco-Mercedes | 1:29,254 | 1:29,082 | 1:28,686 | 05    |
| 06                                                                        | Oscar Piastri    | McLaren-Mercedes             | 1:29,425 | 1:29,148 | 1:28,760 | 06    |
| 07                                                                        | Lewis Hamilton   | Mercedes                     | 1:29,661 | 1:28,887 | 1:28,766 | 07    |
| 08                                                                        | Charles Leclerc  | Ferrari                      | 1:29,338 | 1:29,196 | 1:28,786 | 08    |
| 09                                                                        | George Russell   | Mercedes                     | 1:29,799 | 1:29,140 | 1:29,008 | 09    |
| 10                                                                        | Yuki Tsunoda     | RB-Honda RBPT                | 1:29,775 | 1:29,417 | 1:29,413 | 10    |
| 11                                                                        | Daniel Ricciardo | RB-Honda RBPT                | 1:29,727 | 1:29,472 | –        | 11    |
| 12                                                                        | Nico Hülkenberg  | Haas-Ferrari                 | 1:29,821 | 1:29,494 | –        | 12    |
| 13                                                                        | Valtteri Bottas  | Kick Sauber-Ferrari          | 1:29,602 | 1:29,593 | –        | 13    |
| 14                                                                        | Alexander Albon  | Williams-Mercedes            | 1:29,963 | 1:29,714 | –        | 14    |
| 15                                                                        | Esteban Ocon     | Alpine-Renault               | 1:29,811 | 1:29,816 | –        | 15    |
| 16                                                                        | Lance Stroll     | Aston Martin Aramco-Mercedes | 1:30,024 | –        | –        | 16    |
| 17                                                                        | Pierre Gasly     | Alpine-Renault               | 1:30,119 | –        | –        | 17    |
| 18                                                                        | Kevin Magnussen  | Haas-Ferrari                 | 1:30,131 | –        | –        | 18    |
| 19                                                                        | Logan Sargeant   | Williams-Mercedes            | 1:30,139 | –        | –        | 19    |
| 20                                                                        | Zhou Guanyu      | Kick Sauber-Ferrari          | 1:30,143 | –        | –        | 20    |
| 107-Prozent-Zeit: 1:35,087 min (bezogen auf Q1-Bestzeit von 1:28,866 min) |                  |                              |          |          |          |       |

### Rennen
| Pos.                                                               | Fahrer           | Konstrukteur                 | Runden | Stopps | Zeit        | Start | Schnellste Runde |
| ------------------------------------------------------------------ | ---------------- | ---------------------------- | ------ | ------ | ----------- | ----- | ---------------- |
| 01                                                                 | Max Verstappen   | Red Bull Racing-Honda RBPT   | 53     | 2      | 1:54:23,566 | 01    | 1:33,706 (50.)   |
| 02                                                                 | Sergio Pérez     | Red Bull Racing-Honda RBPT   | 53     | 2      | + 12,535    | 02    | 1:33,945 (35.)   |
| 03                                                                 | Carlos Sainz jr. | Ferrari                      | 53     | 2      | + 20,866    | 04    | 1:33,841 (46.)   |
| 04                                                                 | Charles Leclerc  | Ferrari                      | 53     | 1      | + 26,522    | 08    | 1:35,044 (53.)   |
| 05                                                                 | Lando Norris     | McLaren-Mercedes             | 53     | 2      | + 29,700    | 03    | 1:35,186 (51.)   |
| 06                                                                 | Fernando Alonso  | Aston Martin Aramco-Mercedes | 53     | 2      | + 44,272    | 05    | 1:34,726 (53.)   |
| 07                                                                 | George Russell   | Mercedes                     | 53     | 3      | + 45,951    | 09    | 1:34,404 (39.)   |
| 08                                                                 | Oscar Piastri    | McLaren-Mercedes             | 53     | 2      | + 47,525    | 06    | 1:34,802 (35.)   |
| 09                                                                 | Lewis Hamilton   | Mercedes                     | 53     | 3      | + 48,626    | 07    | 1:33,952 (41.)   |
| 10                                                                 | Yuki Tsunoda     | RB-Honda RBPT                | 52     | 3      | + 1 Runde   | 10    | 1:36,342 (51.)   |
| 11                                                                 | Nico Hülkenberg  | Haas-Ferrari                 | 52     | 2      | + 1 Runde   | 12    | 1:35,325 (52.)   |
| 12                                                                 | Lance Stroll     | Aston Martin Aramco-Mercedes | 52     | 3      | + 1 Runde   | 16    | 1:35,798 (41.)   |
| 13                                                                 | Kevin Magnussen  | Haas-Ferrari                 | 52     | 1      | + 1 Runde   | 18    | 1:36,654 (24.)   |
| 14                                                                 | Valtteri Bottas  | Kick Sauber-Ferrari          | 52     | 2      | + 1 Runde   | 13    | 1:36,608 (25.)   |
| 15                                                                 | Esteban Ocon     | Alpine-Renault               | 52     | 3      | + 1 Runde   | 15    | 1:36,232 (52.)   |
| 16                                                                 | Pierre Gasly     | Alpine-Renault               | 52     | 3      | + 1 Runde   | 17    | 1:36,642 (48.)   |
| 17                                                                 | Logan Sargeant   | Williams-Mercedes            | 52     | 4      | + 1 Runde   | 19    | 1:34,900 (43.)   |
| –                                                                  | Zhou Guanyu      | Kick Sauber-Ferrari          | 12     | 3      | DNF         | 20    | 1:37,160 (09.)   |
| –                                                                  | Daniel Ricciardo | RB-Honda RBPT                | 0      | 0      | DNF         | 11    | –                |
| –                                                                  | Alexander Albon  | Williams-Mercedes            | 0      | 0      | DNF         | 14    | –                |
| Fahrer des Tages: Charles Leclerc (23,8 % der abgegebenen Stimmen) |                  |                              |        |        |             |       |                  |

## WM-Stände nach dem Rennen
Die ersten zehn des Rennens bekamen 25, 18, 15, 12, 10, 8, 6, 4, 2 bzw. 1 Punkt(e). Zusätzlich wurde ein Punkt für die schnellste Rennrunde vergeben, wenn der betreffende Fahrer unter den ersten Zehn ins Ziel kam.

### Fahrerwertung
| Pos. | Fahrer           | Konstrukteur                 | Punkte |
| ---- | ---------------- | ---------------------------- | ------ |
| 01   | Max Verstappen   | Red Bull Racing-Honda RBPT   | 77     |
| 02   | Sergio Pérez     | Red Bull Racing-Honda RBPT   | 64     |
| 03   | Charles Leclerc  | Ferrari                      | 59     |
| 04   | Carlos Sainz jr. | Ferrari                      | 55     |
| 05   | Lando Norris     | McLaren-Mercedes             | 37     |
| 06   | Oscar Piastri    | McLaren-Mercedes             | 32     |
| 07   | George Russell   | Mercedes                     | 24     |
| 08   | Fernando Alonso  | Aston Martin Aramco-Mercedes | 24     |
| 09   | Lewis Hamilton   | Mercedes                     | 10     |
| 10   | Lance Stroll     | Aston Martin Aramco-Mercedes | 9      |
| 11   | Yuki Tsunoda     | RB-Honda RBPT                | 7      |

| Pos. | Fahrer           | Konstrukteur        | Punkte |
| ---- | ---------------- | ------------------- | ------ |
| 12   | Oliver Bearman   | Ferrari             | 6      |
| 13   | Nico Hülkenberg  | Haas-Ferrari        | 3      |
| 14   | Kevin Magnussen  | Haas-Ferrari        | 1      |
| 15   | Alexander Albon  | Williams-Mercedes   | 0      |
| 16   | Zhou Guanyu      | Kick Sauber-Ferrari | 0      |
| 17   | Daniel Ricciardo | RB-Honda RBPT       | 0      |
| 18   | Esteban Ocon     | Alpine-Renault      | 0      |
| 19   | Pierre Gasly     | Alpine-Renault      | 0      |
| 20   | Valtteri Bottas  | Kick Sauber-Ferrari | 0      |
| 21   | Logan Sargeant   | Williams-Mercedes   | 0      |

### Konstrukteurswertung
| Pos. | Konstrukteur                 | Punkte |
| ---- | ---------------------------- | ------ |
| 01   | Red Bull Racing-Honda RBPT   | 141    |
| 02   | Ferrari                      | 120    |
| 03   | McLaren-Mercedes             | 69     |
| 04   | Mercedes                     | 34     |
| 05   | Aston Martin Aramco-Mercedes | 33     |

| Pos. | Konstrukteur        | Punkte |
| ---- | ------------------- | ------ |
| 06   | RB-Honda RBPT       | 7      |
| 07   | Haas-Ferrari        | 4      |
| 08   | Williams-Mercedes   | 0      |
| 09   | Kick Sauber-Ferrari | 0      |
| 10   | Alpine-Renault      | 0      |